# X-COM

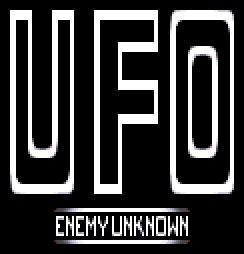
Logo des ersten X-COM-Teils UFO: Enemy Unknown (Startbildschirm der Amiga-Version)

X-COM ist eine Reihe von Computer-Strategiespielen, die von Mythos Games entwickelt und von MicroProse herausgegeben wurde. Die ersten drei X-Com-Teile sind vielfach ausgezeichnet und gehören zu den bekanntesten rundenbasierten Taktikshootern, neben der Jagged-Alliance-Reihe. Eine zweite XCOM-Reihe wird von Firaxis Games entwickelt und von 2K Games veröffentlicht. Aktueller Inhaber der Rechte an beiden Reihen ist Take-Two Interactive.

## Hintergrundgeschichte
Außerirdische versuchen die Erde zu terrorisieren und zu erobern. Sie entführen Menschen und führen an ihnen Experimente durch. Eine Geheimorganisation unter dem Namen X-COM (Abkürzung für „Extraterrestrial Combat Force“) stellt sich dieser Bedrohung. Der Spieler ist Leiter dieser Geheimorganisation und muss die Verteidigung der Erde übernehmen.

## Spielmechanik
X-COM verbindet in einem Spiel die taktischen Elemente des Gefechts mit einer kleinen Einheit von Soldaten (ähnlich Laser Squad) mit der Erfüllung globaler, strategischer Ziele zu deren Erfüllung ökonomisches Makromanagement vom Spieler erforderlich ist.
Es müssen Stützpunkte gebaut werden, Soldaten oder Agenten angeheuert und trainiert, neue Waffen und Fahrzeuge erforscht und hergestellt werden, Aliens aufgespürt, bekämpft, gefangen genommen und wiederum erforscht werden und zudem die Finanzen unter Kontrolle gehalten werden. Ziel ist es, die Zentrale der Aliens zu finden und zu zerstören, um so den Angriff endgültig abzuwehren.
Im Spielablauf gibt es eine große strategische Übersichtskarte (Geoscape) für das Management und Abfangmanöver gegen feindliche UFOs und nicht identifizierte unterseeische Objekte. Wenn ein feindliches Fahrzeug abgeschossen wurde oder gelandet ist, muss der Spieler die überlebenden Aliens ausschalten, um das Fahrzeug bergen zu können. Dazu wird zu einer taktischen Karte gewechselt (Battlescape), auf der man die Aktionen jedes einzelnen Agenten koordinieren muss. Während auf der Übersichtskarte die Spielgeschwindigkeit in verschiedenen Zeitraffer-Geschwindigkeiten regulierbar ist, sind die Kampfszenarien rundenbasiert.

## Entwicklungsgeschichte
Die Designer von X-COM sind die Brüder Julian und Nick Gollop, die bereits Ende der 1980er Vorläuferspiele wie Rebelstar und Laser Squad entwickelten und veröffentlichten. Als wichtigen ursprünglichen Einfluss auf das Design gab Julian Gollop taktische Brettspiele an. Die Brüder präsentierten einen frühen Prototyp unter dem Namen Laser Squad II dem damals führenden Strategiespiele-Produzenten MicroProse, der das Spiel schließlich veröffentlichte. Für die endgültige Fassung wurden Civilization-artige Strategieelemente eingeführt und das Spiel auf die Erde verlegt. Die Gestaltung der Aliens basierte vornehmlich auf bekannten UFO-Legenden und dem Cthulhu-Mythos.
Mit der Veröffentlichung von UFO: Enemy Unknown wurde der Spieltyp des taktischen Squadshooters weitreichend bekannt. Der durchschlagende Erfolg führte dazu, dass mit X-COM: Terror from the Deep schon bald ein Sequel auf derselben technischen Grundlage erschien. Auch der dritte Teil der Spielereihe hielt sich an das allgemeine X-COM-Konzept und bietet taktische Schlachten nun sogar in mehreren Dimensionen an.
Nachdem der offizielle Support von UFO: Enemy Unknown mit Patch 1.4 1995 ausgelaufen war, wurde der Patchsupport zur Behebung der verblieben Programmfehler und Unterstützung für neuere Windows-Systeme durch die Spielergemeinde sichergestellt (sogenannte Community-Patches).
Take-Two Interactive kaufte 2005 die Rechte an der X-COM-Reihe und vermarktet die alten Spiele nun unter dem hausinternen Label 2K Games. Auf Steam wurden die bisherigen Spiele 2008 durch 2K Games wiederveröffentlicht. Mit XCOM: Enemy Unknown erschien 2012 ein Remake von UFO: Enemy Unknown, mit dem eine neue XCOM-Reihe beginnt. Der neueste Teil ist XCOM 2.

## Spiele der Reihe
- 1994: UFO: Enemy Unknown[10] (in den USA: X-COM: UFO Defense[11][3])

Die Aliens kommen vom Mars, man kämpft gegen sechs verschiedene feindliche Alienrassen. Eine davon sind die der populären UFO-Literatur entnommenen Greys von Zeta Reticuli (die sich hier aber „Sektoiden“ nennen), sowie die Story von Robert Lazar um das Element 115, das im Spiel eine wichtige Ressource ist, die es zu erbeuten gilt.
- 1995: X-COM: Terror from the Deep

Dieser Teil spielt im Jahr 2040. Auffälligster Unterschied zum Vorgänger: Die Invasoren kommen nun aus der Tiefsee, wo auch viele der Kämpfe gegen sie stattfinden. Anstelle des klassischen UFO-Hintergrunds hat dieser Teil mehr Anspielungen auf den Cthulhu-Mythos. Das Spiel ist von der Spielmechanik und Technik nahezu identisch mit seinem Vorgänger.
- 1997: X-COM: Apocalypse

Die Handlung spielt im Jahr 2084, also nach den ersten beiden X-Com-Spielen. Die Aliens fallen durch Dimensionstore in die Menschenwelt ein. Die Menschenwelt besteht jedoch nur noch aus einigen befestigten Städten und Weltraumkolonien. In diesem Teil ist es die Aufgabe des Spielers, eine Stadt zu verteidigen und im späteren Spielverlauf die Alienwelt anzugreifen.
Apocalypse nutzte eine alternative Spielmechanik mit linearen Missionsvorgaben, konnte damit allerdings nicht mehr an den Erfolg der Vorgänger anknüpfen. Der Spieler konnte hier zwischen Einsätzen auf Rundenbasis oder in Echtzeit wählen.
- 1998: X-COM: Interceptor

Der typische Spielablauf der X-Com-Reihe wird in den Weltraum verlegt. Der Spieler baut hier Raumstationen, steuert und befehligt Kampfschiffe.
- 1999: X-COM: E-Mail-Games

X-COM wird auf ein einfaches Brettspiel für zwei Spieler reduziert, die über Internet gegeneinander spielen.
- 2001: X-COM: Enforcer

X-COM als Third-Person-Shooter, in dem der Spieler einen Kampfroboter steuert. Das Spiel basiert auf der Unreal Engine.
- 2012: XCOM: Enemy Unknown

Ein Remake des Originals mit moderner 3D-Engine und aufgepeppter Story. Nach wie vor ist das Spiel ein klassisches Echtzeit-Strategiespiel in der Welt-Übersicht kombiniert mit Rundenstrategie in den Gefechten, aufgrund der Multi-Plattform-Unterstützung (PC, PlayStation 3, Xbox 360, iOS, Linux und Android) jedoch auch mit angepasster Steuerung und teilweise vereinfachter/modernisierter Spielmechanik (u. a. mit einem Klassen- bzw. Fähigkeiten- statt Erfahrungssystem, indirekten Zeiteinheiten, vereinfachtem Inventar, keiner taktischen Übersichtskarte, nur einer Basis und maximal sechs Soldaten gleichzeitig pro Einsatz). Es erhielt teilweise hohe Wertungen für PC und Konsole. Entwickler ist Firaxis (Macher der Civilization-Reihe). Das Spiel ist seit dem 9. Oktober 2012 in den USA und seit dem 12. Oktober 2012 in Europa erhältlich. Ein Add-on mit dem Namen X-Com: Enemy Within wurde am 15. November 2013 in Europa veröffentlicht.
- 2013: The Bureau: XCOM Declassified

The Bureau: XCOM Declassified ist das zweite Spiel der neuen XCOM-Spielereihe und erschien am 15. Oktober 2013 für PC, PlayStation 3 sowie für XBOX 360. Es stellt kein Remake dar, sondern hat eine komplett neue Story. Das Spiel wurde als ein Third-Person-Shooter konzipiert und basiert auf der Unreal Engine. The Bureau spielt im Jahr 1962.
Für das Spiel gibt es drei DLCs:
The Bureau: XCOM Declassified – Light Plasma Pistol
The Bureau: XCOM Declassified – Code Breakers
The Bureau: XCOM Declassified – Hangar 6 R&D
- 2016: XCOM 2

XCOM 2 ist das dritte Spiel der 2012 gestarteten XCOM-Spielereihe von Firaxis. Das Spiel wurde am 5. Februar 2016 veröffentlicht und dabei mit teilweise hohen Wertungen für die PC-Version bedacht. Es setzt die Geschichte aus dem ersten Teil fort und erzählt die Ereignisse des Widerstandskampfs der Menschen zwanzig Jahre nach Beginn der Alien-Invasion und der Niederlage der Menschheit. Aufgabe ist es, den Widerstand gegen die Besatzer neu zu formieren, wobei anders als im Vorgänger verdecktes Vorgehen im Vordergrund steht. Zentrale Rolle spielt dabei die Avenger, ein erbeutetes Unterstützungsschiff der Aliens, von dem aus der Guerilla-Kampf organisiert wird. Während Vorgänger XCOM: Enemy Unknown und dessen Add-on auch für die Konsolen Xbox 360 und PlayStation 3 erschienen, konzentrierte sich die Entwicklungsarbeit von XCOM 2 exklusiv auf die PC-Plattform. Versionen für die zum Releasezeitpunkt aktuellen Konsolen XBox One und PlayStation 4 waren zunächst nicht vorgesehen, wurden jedoch am 30. September 2016 nachgereicht.
- 2020: XCOM: Chimera Squad

Nicht veröffentlicht oder nur projektiert
- X-COM: Genesis
- X-COM: Alliance – Nachfolgeprojekt für X-COM: Enforcer
- X-COM: Colonization[19] – ein Prequel zur Ethereal-Genesis-Story, inzwischen eingestellt

## Andere Adaptionen
Am 1. Juni 2015 wurde von Eric M. Lang ein Brettspiel unter dem Namen XCOM: Das Brettspiel für bis zu 4 Spieler entwickelt und von den Verlagen Firaxis Games, 2K Games, Heidelberger Spieleverlag und Fantasy Flight Games auf den Markt gebracht. Zu dem Brettspiel gibt es eine Mobile-App, die hierbei als Koordinator der Alien-Invasion fungiert und dem Spieler überdies noch als Lehrhilfe und Regel-Nachschlagwerk dient. Alternativ zur Mobile-App kann auch ein Online-Tool am Laptop- bzw. Desktop-PC genutzt werden, somit kann das Spiel auch ohne Smartphone oder Tablet gespielt werden.

## Inoffizielle Ableger bzw. Klone

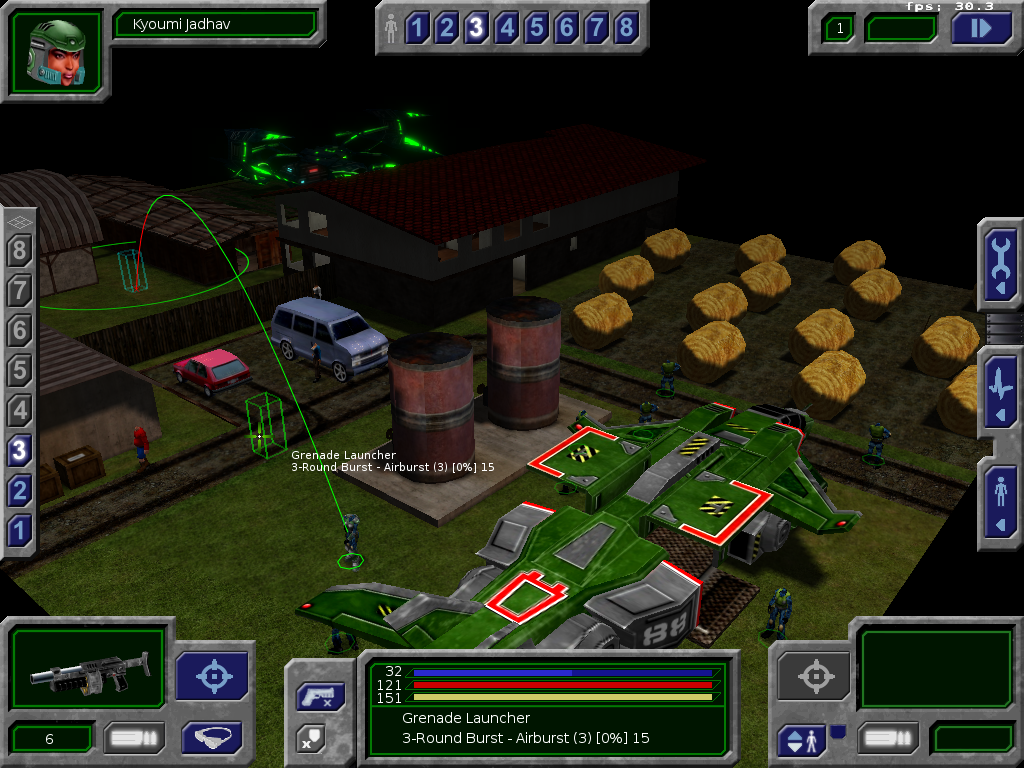
Screenshot von UFO: Alien Invasion, einem Fanremake der X-COM-Reihe

In den Jahren 2003 bis 2007 erschien bei Cenega mit UFO: Aftermath, UFO: Aftershock und UFO: Afterlight eine kommerzielle Spielereihe, die auf dem Prinzip der X-COM-Reihe beruht.
Neben den vielen an X-COM angelehnten kommerziellen Klonen und Ablegern gibt es auch mehrere Open-Source-Projekte, die teils eine Fortsetzung, teils eine Neuerstellung anstreben. Mit openXcom erschien ein Open-Source-Klon, der Dateien vom Originalspiel UFO: Enemy Unknown braucht, sich aber mit Mods anpassen lässt. Die Implementierung von X-COM: Terror from the Deep in openXcom ist mit den aktuellen Nightlies-Updates von openXcom möglich. Ein 3D-Fan-Remake des Spiels ist unter dem Namen UFO: Alien Invasion veröffentlicht worden.
2011 wurden von Fans durch reverse Engineering und statisches Rekompilieren gewonnene inoffizielle ARM-Versionen von X-Com: Ufo Defense und X-Com: Terror From The Deep für das Pandora-Handheld verfügbar.
2014 veröffentlichte Goldhawk Interactive Xenonauts, das spielerisch große Ähnlichkeiten mit den Anfängen der X-COM-Reihe hat.